# Citrogramma fascipleura
Citrogramma fascipleura är en tvåvingeart som först beskrevs av Charles Howard Curran 1931.  Citrogramma fascipleura ingår i släktet Citrogramma och familjen blomflugor. Inga underarter finns listade i Catalogue of Life.